# (100313) 1995 LD1
(100313) 1995 LD1 es un asteroide perteneciente al cinturón de asteroides, descubierto el 5 de junio de 1995 por el equipo del Beijing Schmidt CCD Asteroid Program desde la Estación Xinglong, Hebei, China.

## Designación y nombre
Designado provisionalmente como 1995 LD1.

## Características orbitales
1995 LD1 está situado a una distancia media del Sol de 2,523 ua, pudiendo alejarse hasta 2,912 ua y acercarse hasta 2,135 ua. Su excentricidad es 0,154 y la inclinación orbital 4,084 grados. Emplea 1464 días en completar una órbita alrededor del Sol.

## Características físicas
La magnitud absoluta de 1995 LD1 es 16,1.